# Dorfkirche Löcknitz

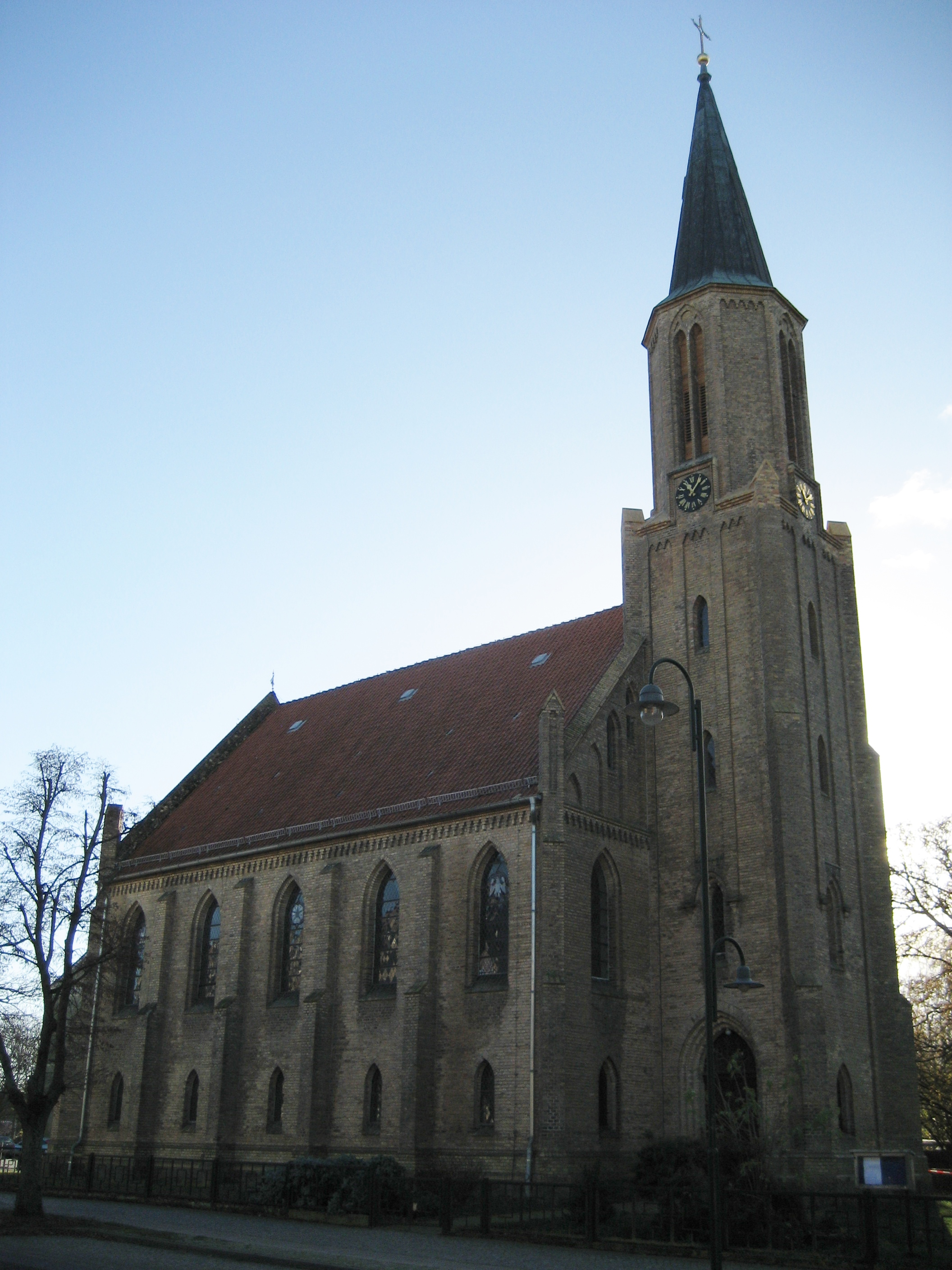
Evangelische Kirche Löcknitz

Die Dorfkirche Löcknitz ist eine Kirche in Löcknitz, einer Gemeinde im Landkreis Vorpommern-Greifswald im Bundesland Mecklenburg-Vorpommern.

## Kirchengemeinde
In Löcknitz befindet sich die Hauptpredigtstelle und der Dienstsitz des Evangelischen Pfarrers. Zum dort ansässigen Evangelischen Pfarramt in der Chausseestraße 99 mit der Löcknitzer Kirche gehören die vier Evangelischen Kirchengemeinden Plöwen, Bergholz, Bismark und Wilhelmshof. Im Bereich des Evangelischen Pfarramtes sind insgesamt drei christliche Bekenntnisse vertreten: Evangelische Lutheraner, Französisch Reformierte und Römische Katholiken. Das Pfarramt Löcknitz war von 1997 bis 2012 Teil des Kirchenkreises Pasewalk (Sitz des Superintendenten in Pasewalk) der Pommerschen Evangelischen Kirche. Seit Mai 2012 gehört die Kirchgemeinde Löcknitz zur Propstei Pasewalk im Pommerschen Evangelischen Kirchenkreis des Sprengel Mecklenburg und Pommern (Sitz des Sprengel-Bischofs in Greifswald) der Evangelisch-Lutherischen Kirche in Norddeutschland.

## Geschichte
Bereits für das Jahr 1514 ist erstmals ein Pfarrer in Löcknitz erwähnt, jedoch ohne namentliche Nennung. Im Jahr 1557 wurden dann direkt neben der Burg ein neues Schloss mit einer Schlosskapelle sowie eine Kirche errichtet. Im Zuge des Dreißigjährigen Krieges (1618–1648) wurde diese Kirche jedoch komplett zerstört. Bei Reparaturarbeiten im Jahr 1948/49 zur Beseitigung der Schäden des Zweiten Weltkrieges (1939 bis 1945) wurde in der Kugel des Turmkreuzes u. a. eine Urkunde aus dem Jahr 1870 mit weiteren Informationen zur Löcknitzer Kirchengeschichte gefunden. Daraus geht hervor, dass die Gottesdienste der Gemeinde Löcknitz seit Ende des Dreißigjährigen Krieges bis ins Jahr 1805 in der Kapelle des Löcknitzer Schlosses stattfanden und erst 1804/05 ein provisorischer Neubau einer kleinen aber wohl nicht sehr soliden Kirche aus Fachwerk erfolgte. Diese provisorische Interimskirche war im Jahre 1864 stark baufällig. Daraufhin wurde dann am 1. Oktober 1869 der Grundstein für die auf 15.000 Taler Baukosten veranschlagte und noch bis heute stehende Löcknitzer Kirche gelegt, wobei im Fundament des Altars wichtige Dokumente aus dieser Zeit eingemauert wurden. Bereits am 17. August 1870 wurde die vom königlichen Bauinspektor Kühnle aus Prenzlau entworfene Kirche fertiggestellt, am 13. Juni 1871 geweiht und der Gemeinde Löcknitz offiziell übergeben. Das Original der oben erwähnten Urkunde wird heute im Pfarramt aufbewahrt, in der Kugel wurde 1948/49 eine Abschrift des Dokuments hinterlegt. Bereits um 1863 war auch das alte Pfarrhaus von Löcknitz stark baufällig gewesen, weshalb es abgerissen und das noch bis heute als Pfarramt genutzte Pfarrhaus errichtet wurde. Die alte Pfarrscheune brannte 1893 durch ein Feuer vollständig nieder. 1969 wurde die Löcknitzer Kirche erneut gesperrt und grundlegend repariert sowie renoviert und 1972 wiedereingeweiht.

## Baubeschreibung

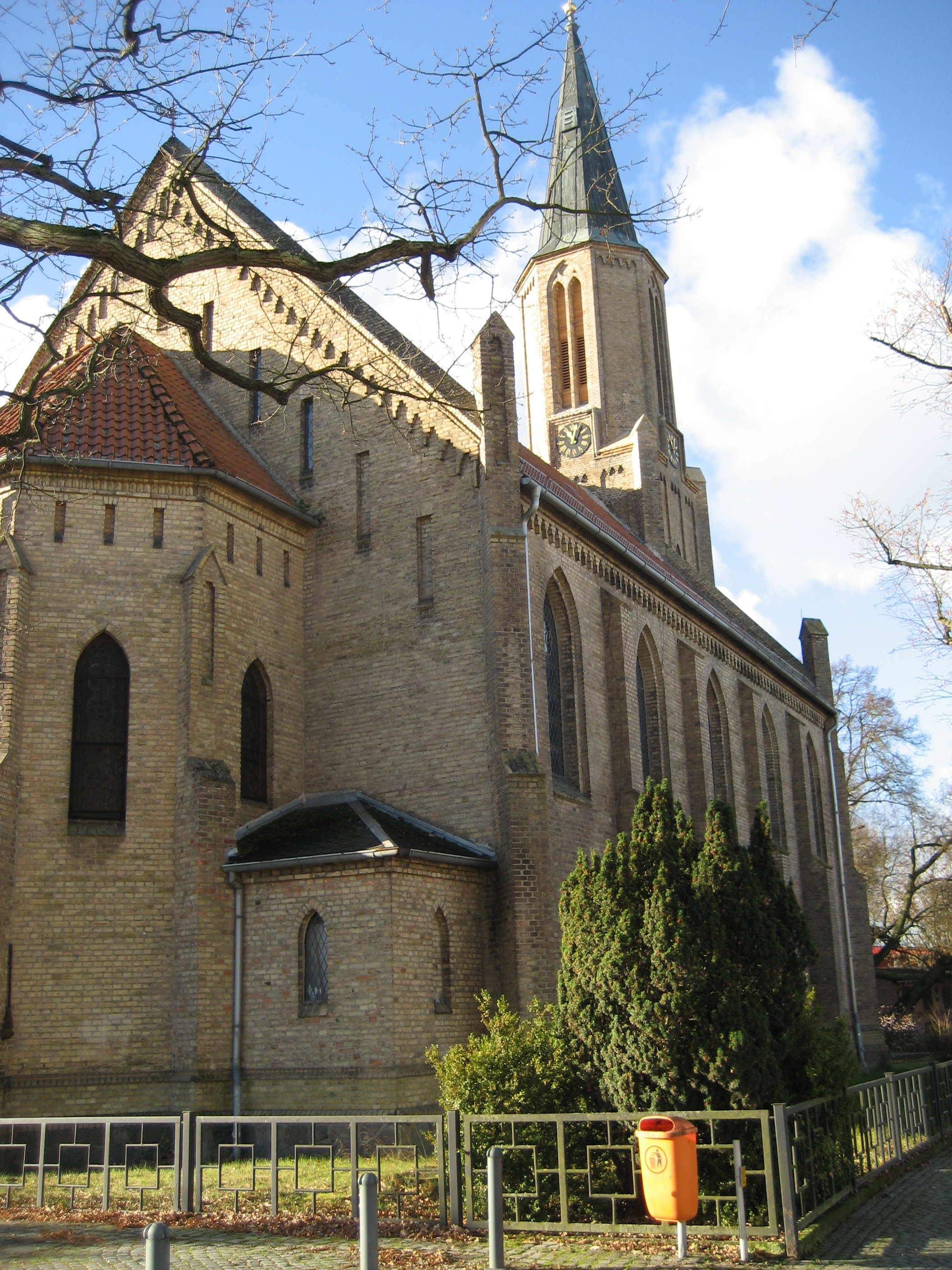
Löcknitzer Kirche aus Blickrichtung Nordosten

Die Löcknitzer Kirche ist eine Saalkirche aus gelben Ziegelsteinen, die außen gestufte Strebepfeiler aufweist und deren rechteckige Grundform des Langhauses durch vier Eckpfeiler mit „Türmchenansätzen“, so genannten Fialaufsätze, abschließt. Die Fensteröffnungen sind in gotischer Spitzbogenform ausgeführt, wobei an den Traufseiten der Kirche im Norden und Süden zwei Fensterreihen übereinander existieren. Der 45 Meter hohe Turm (bis zur Spitze mit goldener Kugel und Kreuz), hat einen quadratischen Grundriss mit oktogon aufgesetztem Glockenhaus mit hohen gekuppelten Schallöffnungen, die 2013 erneuert wurden und einem schlanken Spitzhelm mit einer Kupfereindeckung von 1986. Die Wandflächen des Turmes sind zusätzlich durch Lisenen gegliedert.
Im Innern wird das rechteckige, fünfjochig gegliederte Kirchenschiff mit umlaufendem Traufgesims und Zierfries durch Strebepfeiler statisch abgefangen und weist eine im italienischen Stil gehaltene, basilikale Schalung als gebrochene Holzdecke auf, mit sichtbarem Tragwerk und durchbrochenem Maßwerkschmuck. An der Ostseite des Kirchenschiffs schließt sich nach einem neugotischen Triumphbogen die polygon geschlossene Apsis mit Nebenkapellen als vieleckige Altar-Nische an, die durch ein profiliertes Sternrippengewölbe mit Eichenblattkonsolen gedeckt wird. An der Ostwand mit der Apsis befindet sich darüber hinaus ein neugotischer, gestaffelter Blendengiebel.
Die kolorierten Kirchenfenster sind aus dem Königlichen Institut für Glasmalerei Berlin-Charlottenburg, in der Apsis und der Westfassade zeigen sie Teppichmuster aus dem 19. Jahrhundert nach mittelalterlichem Vorbild. Sie wurden 1980 vor dem Abbruch der Friedhofskapelle auf dem Neuen Friedhof in Greifswald auf Initiative des damaligen Löcknitzer Pfarrers Christoph Wittenberg geborgen und – wie auch später die Erlöserplastik – in die Löcknitzer Kirche eingepasst. Die übrigen Fenster wurden von der Glaserei Kuhl in Züssow nach Entwürfen von Eginhard Dräger, aus Schwennenz, in Bleiverglasung gefertigt und stellen die vier Evangelisten, im Mittelfeld der Südseite das Lebensbaumsymbol in Verbindung mit dem Passionsthema und auf der Nordseite die Lutherrose dar.

## Ausstattung
An der Ostwand der Apsis hängt das aus Zinkguss bestehende Kruzifix, das auf Eichenholz von einer Eiche aus Löcknitz montiert ist. Der gemauerte Altar in der Apsis wird durch eine Mensa aus Eichenholz gedeckt. An der rechten, südlichen Triumphbogenleibung zur Apsis ist eine oktogon gestaltete Holzkanzel angelehnt. Der Kanzelkorb ist dabei mit Kleeblattbogenblenden in Spitzbogenrahmung und einem Vierblattmotiv am Fuß gestaltet, genauso wie die Brüstungen von Empore und Gestühl. Die Holzausstattung aus Kanzel, Gestühl und Empore stammt aus der Zeit der Erbauung der Kirche um 1870. Zur 125-Jahr-Feier der Löcknitzer Kirche wurde 1996 aus der schon erwähnten Greifswalder Friedhofskapelle eine Erlöserplastik aus rotem Sandstein an die linke, nördliche Triumphbogenleibung zur Apsis gesetzt. Diese Plastik wurde 1884 vom Bildhauer Carl Gruber von der Akademie der Künste in Kassel gefertigt. Der im Jahr 1974 aus weißem Sandstein gefertigte Taufstein wurde von einem Steinmetzbetrieb in Anklam gefertigt, nach einer Zeichnung des Taufsteins in der Stralsunder Heilgeistkirche, an der seiner Zeit Pfarrer Wittenberg amtierte. Ebenfalls in der Kirche befindet sich ein barockes Holzepitaph, welches ursprünglich in der schon 1805 abgerissenen Schlosskapelle Löcknitz stand und an den 1711 in Löcknitz verstorbenen und beigesetzten Obristen Idell Ehrentreich von Pfuel erinnert, der zwischen 1689 und 1711 Festungskommandant in Löcknitz gewesen war. Das Epitaph trägt die folgende Inschrift: „Fahr hin betrübtes Leben weil besser ist das Jesus Christ im Himmel mir wird geben. Idell Ehrentreich von Pfuhl, gestorben 1711.“
Die Löcknitzer Kirche besitzt insgesamt 3 Glocken. Eine Glocke (gis') konnte 1973 aus einer Kirche aus einem Braunkohleabbaugebiet übernommen werden. 1974/75 wurden für die Löcknitzer Kirche im VEB Glockengießerei Apolda unter Leitung des letzten Apoldaer Glockengießers – Glockengießermeister Franz-Peter Schilling – dann zwei weitere Glocken (h'-cis') gegossen. Eine neue Kirchturmuhr mit zwei Schlagwerken und vier Zifferblättern des VEB Spezialuhren Leipzig ersetzte 1978 die alte Turmuhr. Nachdem die alte Orgel der Löcknitzer Kirche desolat war, wurde ab 1960 von der Firma Alexander Schuke Potsdam Orgelbau eine neue gebaut. Hierbei handelt es sich um eine zweimanualige Orgel mit Pedal in 15 Registern mit mechanischer Spiel- und Registertraktur. Mit ihrem Haupt- und Brustwerk und den beiden Pedaltürmen schmückt die Orgel, die erst 1978 endgültig fertiggestellt wurde, bis heute die Löcknitzer Kirche.

## Pfarrer
Die erste Erwähnung eines Pfarrers in Löcknitz stammt aus dem Jahr 1514, jedoch ohne namentliche Nennung. Folgende weitere Pfarrer sind in Löcknitz namentlich und mit ihrer Amtszeit nachzuweisen:
- 1609 0000 Joachim Eccard
- 0? 000000 Jonas Gigans
- um 1640 0 Johann Camerarius
- 1676–1678 Andreas Reibhand
- 1678–1688 Petrus Klahorst
- 1689–1724 Georgius Boullarius
- 1718–1749 Johann Caspar Geipler

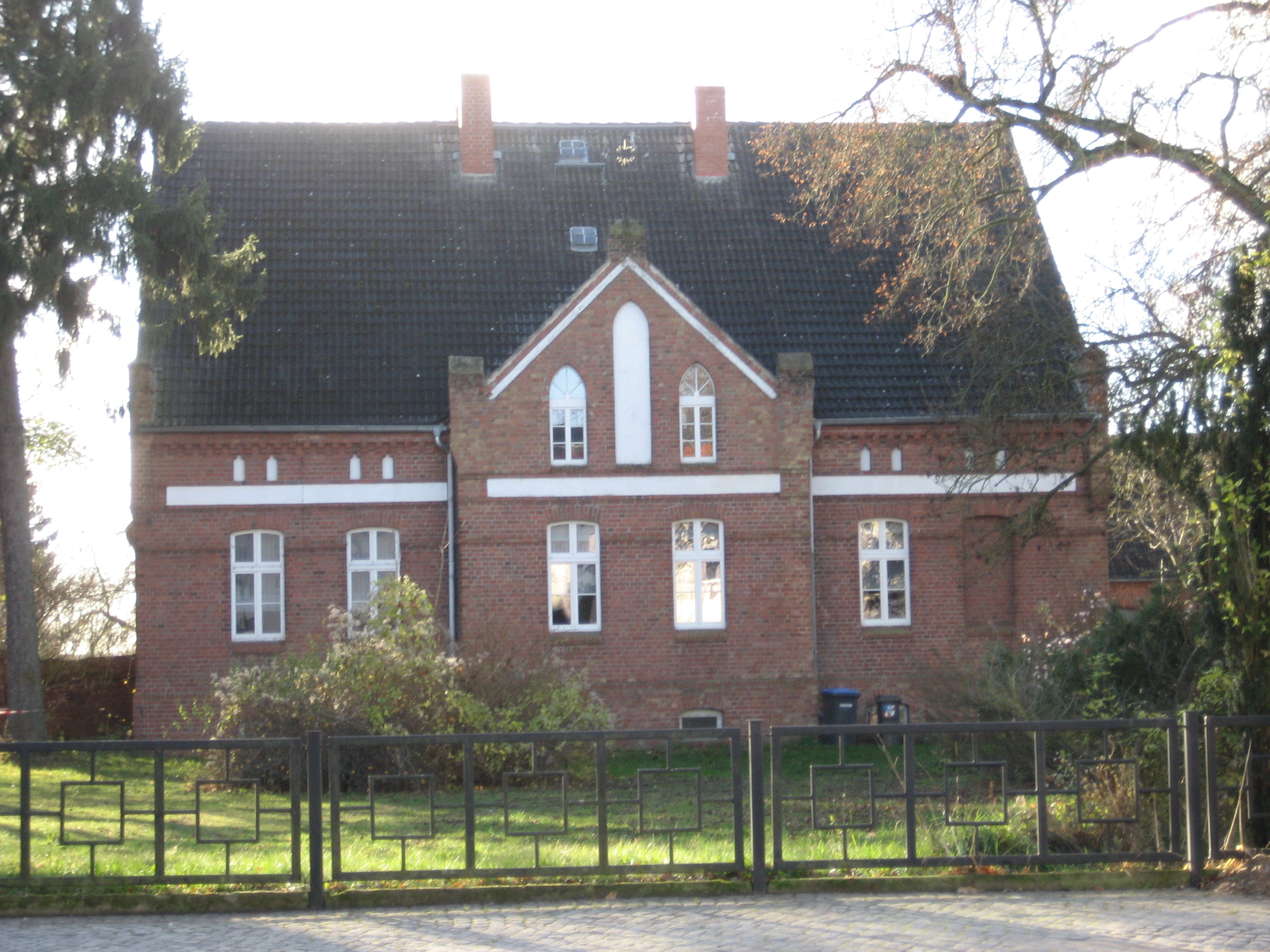
Dienstsitz und Wohnhaus des Evangelischen Pfarrers der Gemeinde Löcknitz

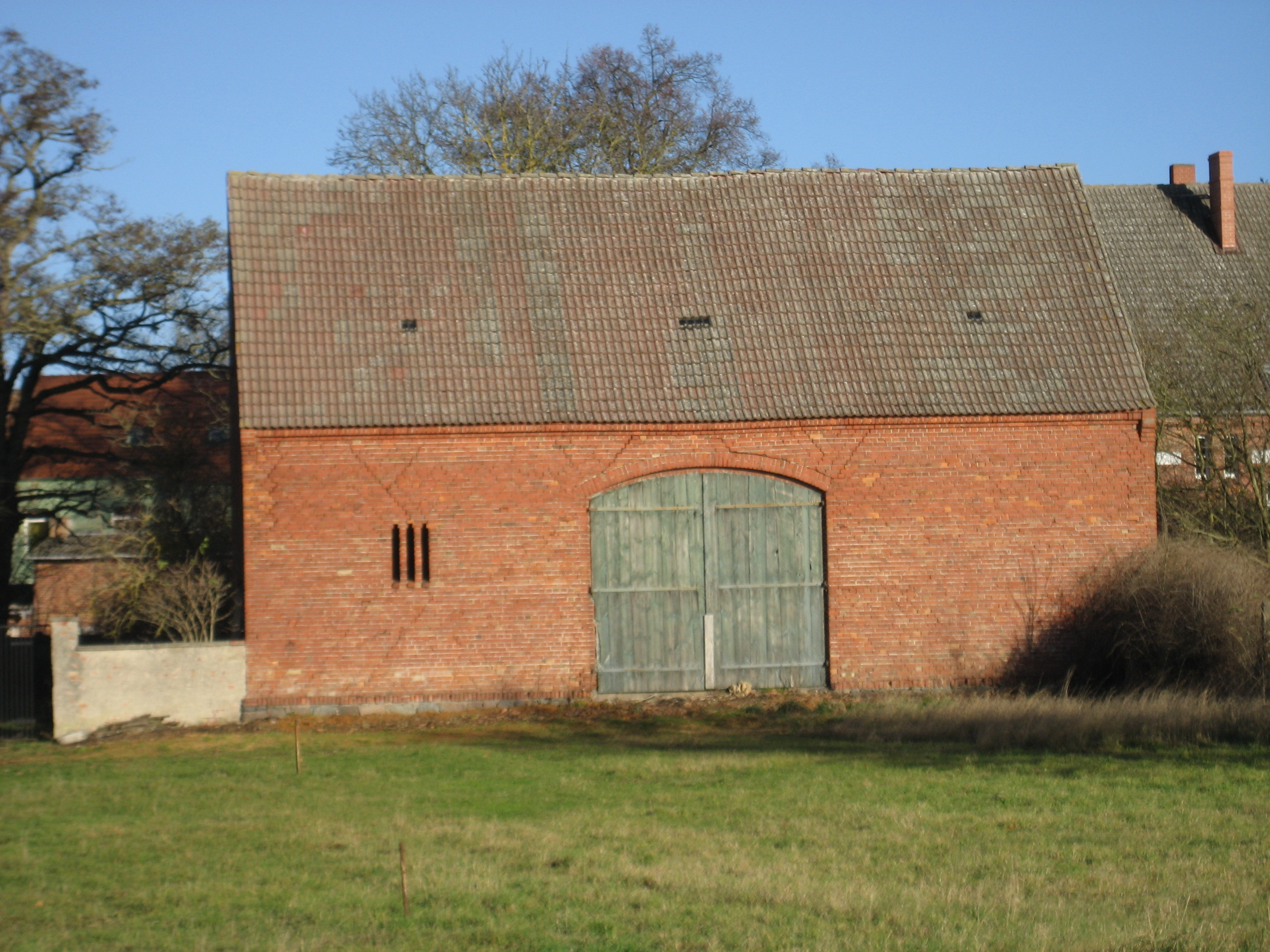
Pfarrscheune des Evangelischen Pfarramtes Löcknitz

- 1749–1770 Johann Christian Wilhelm Neumerckel
- 1768–1774 Ernst Friedrich Teetz
- 1774–1783 Christian Friedrich Schubart
- 1784–1829 Johann Gottfried Schütz
- 1829–1832 Julius Theodor Moll[9]
- 1834–1845 Karl Bernhard Moll
- 1845–1856 Christian David Oelgarte
- 1882–1910 August Friedrich Theodor Thomsen
- 1910–1916 Alfred Eckert
- 1916–1943 Hugo Varchmin
- 1943–1945 Vakanz
- Febr./März 1945 ? Krüger („Flüchtlingspastor“)
- Juli bis Nov. 1945 Martin Reimer
- 1945–1950 Walter Wilm
- 1950–1953 Werner Schmidt
- 1954–1959 Johannes Möller
- 1960–1968 Ernst Gausmann
- 1968–1998 Christoph Wittenberg
- 1999–2015 Dr. Ullrich Drans
- Febr. 2015 bis Jan. 2016 Vakanz (Vakanzvertretung: Pastor Mattias Jehsert, Retzin)
- seit Februar 2016 Jens und Helga Warnke